# Hörður
Hörður ist ein isländischer männlicher  Vorname.

## Herkunft und Bedeutung
Hörður ist ein isländischer Name. Er leitet sich ab von altnordisch Hǫrðr, was entweder „hart“ bedeutet oder auf die ehemalige norwegische Provinz Hordaland hinweist, die sich auf den germanischen Stamm Hǫrðar (s. Haruder) zurückführen lässt. Hǫrðar geht zurück auf Germanisch *haruð- mit der Bedeutung „Krieger“.
2011 gehörte der Name Hörður zu den 50 beliebtesten Namen Islands.

## Namensträger
- Hörður Áskelsson (* 1953), isländischer Organist und Chorleiter
- Stefán Hörður Grímsson (1919–2002), isländischer Schriftsteller
- Hörður Torfason (* 1945), isländischer Schauspieler, Regisseur, Liedermacher und Menschenrechtsaktivist